# Стрекалова, Мария Ивановна
Мария Ивановна Стрекалова (1926—2019) — советский и украинский ударник труда в сельском хозяйстве. Герой Социалистического Труда (1971).

## Биография
Родилась 1 мая 1926 года в селе Весёлый Раздол в крестьянской семье.
С 1945 года работала дояркой в колхозе имени Тараса Шевченко Братского района Николаевской области. В 1959 году как лучший передовик колхоза была приглашена в Киев на выставку достижений народного хозяйства УССР, где делилась своим опытом.
22 марта 1966 года «за высокие показатели в труде и по итогам семилетнего плана (1959—1965 гг.)» М. И. Стрекалова была награждена орденом «Знак Почёта».
В 1970 году по результатам работы М. И. Стрекалова заняла первое место по производству молока в Братском районе. 8 апреля 1971 года «За выдающиеся заслуги достигнутые в развитии сельскохозяйственного производства и выполнении пятилетнего плана продажи государству продуктов земледелия и животноводство» Указом Президиума Верховного Совета СССР Марии Ивановне Стрекаловой было присвоено звание Героя Социалистического Труда с вручением Медали «Серп и Молот» и Ордена Ленина.
В 1976 году «за высокие показатели в труде и по итогам девятой пятилетки (1971—1975)» М. И. Стрекалова была награждена вторым Орденом Ленина.
Помимо основной деятельности избиралась депутатом Николаевского областного Совета депутатов трудящихся. После выхода на пенсию, возглавляла первичную ветеранскую организацию Николаевской школы-интерната № 7.
Умерла 10 июля 2019 года в городе Николаеве.

## Награды
- Медаль «Серп и Молот» (8.04.1971)
- Орден Ленина (1971, 1976)
- Орден «Знак Почёта» (1966)